# Comitato per un'Internazionale dei Lavoratori
Il Comitato per un'Internazionale dei Lavoratori (CIL, in inglese Committee for a Workers' International, CWI) era un'organizzazione internazionale di partiti e gruppi anticapitalisti presente su tutti i continenti che si richiamava all'esperienza del movimento operaio internazionale e del trockismo. Il CWI organizzava Congressi regolari e disponeva di un Comitato Esecutivo Internazionale che si riuniva ogni anno.
Ne facevano parte il Partito Socialista di Inghilterra e Galles che poteva contare su 5 consiglieri eletti in governi locali e 24 membri degli esecutivi nazionali di diversi sindacati, il Socialist Party irlandese che disponeva di tre parlamentari eletti e dirigeva il movimento di massa contro le Water Charges, il Linkse Socialistische Partij/Parti Socialiste de Lutte in Belgio presente con militanti e dirigenti in tutti i sindacati nazionali, il Democratic Socialist Movement in Nigeria, Socialist Alternative negli Stati Uniti che svolgeva un ruolo di massa a Seattle e che ha promosso la vittoriosa campagna per i 15$ l'ora. In Sudafrica era attivo il Workers and Socialist Party (WASP) fondato dal Democratic Socialist Movement dopo il massacro di Marikana. In Brasile il CWI lavora sotto la sigla di Liberdade, Socialismo e Revolução (LSR). In Svezia era attivo il Rättvisepartiet Socialisterna (RS) che disponeva di diversi consiglieri comunali, di un settimanale a colori diffuso in migliaia di copie. RS era attivo da decenni nella lotta contro i tagli, il razzismo e la xenofobia. In India si presentava come New Socialist Alternative, in Germania era attivo il gruppo SAV-Sozialistische Alternative, in Grecia l'organizzazione di riferimento era Xekinima, in Austria era attivo l'SLP, in Sri Lanka lo United Socialist Party, in Australia il Socialist Party, in Francia Gauche Révolutionnaire (GR).
In Italia il gruppo di riferimento era Resistenze Internazionali riconosciuta al Congresso straordinario del luglio 2017 la sezione ufficiale del CWI in Italia. Resistenze Internazionali proviene dall'Associazione ControCorrente che fu fondata da un gruppo di compagni attivi dalla fine del 2003 nel Partito della Rifondazione Comunista. Nata il 16 dicembre 2006 e fuoriuscita dallo stesso Prc nel 2012, l'Associazione ha incontrato sul suo cammino il gruppo Lotta per il Socialismo, il gruppo dei sostenitori del CWI già attivi in Italia che provenivano da diverse sezioni europee. Nel 2009 e dopo un approfondito periodo il gruppo confluì nell'Associazione stessa. A seguito della separazione dall'Associazione ControCorrente, Resistenze Internazionali ha intrapreso un percorso nuovo. Aveva una presenza attiva a Genova, Bologna, Torino e Savona. Produceva dal 2007 un giornale mensile diffuso in tutto il paese denominato Resistenze, oltre alla rivista di approfondimento ControCorrente diffusa dal 2011 e numerosi opuscoli su varie questioni. Il sito di Resistenze Internazionali era  https://resistenzeinternazionali.it (archiviato dall'url originale il 28 aprile 2019).
Resistenze Internazionali era attiva in diverse città italiane in campagne a difesa di una scuola pubblica, laica, gratuita e di qualità, contro il Jobs Act la precarietà e lo sfruttamento, il neofascismo, il razzismo e tutte le discriminazioni. Resistenze Internazionali organizzava i giovani e gli studenti anticapitalisti ed antirazzisti nelle scuole e nelle università. Resistenze Internazionali si richiamava all'esperienza di International Socialist Resistance e Youth Against Racism in Europe (YRE), attive in tutt'Europa nelle mobilitazioni di massa antifasciste dall'inizio degli anni '90 e più tardi nel movimento contro la guerra e la globalizzazione.

## Storia
Il CWI/CIL venne fondato nel 1974 con una conferenza tenutasi a Londra tra il 20 e il 21 aprile, dai sostenitori dell'organizzazione allora conosciuta con il nome di Militant Tendency ("tendenza militante") in Gran Bretagna, Svezia, Irlanda e in altri paesi. A quel tempo le sezioni del CWI/CIL generalmente, sviluppavano la politica dell'entrismo nei cosiddetti partiti operai di massa e socialdemocratici. L'inizio degli anni novanta vide la fine di questa impostazione strategica. Il CWI/CIL sviluppò l'analisi che questi partiti avevano cambiato la loro natura operaia ed erano diventati semplicemente dei partiti capitalisti. A questo punto la politica entrista non aveva più alcun senso e il CWI/CIL decise di uscire dai partiti socialdemocratici per creare proprie organizzazioni indipendenti e/o contribuire alla costruzione di "partiti ampi". Fu così che in Inghilterra nacque il Militant Labour in seguito Socialist Party, in Belgio il Militant Links in seguito Parti Socialiste de Lutte ecc. Questa tesi venne contrastata duramente da Ted Grant, uno dei fondatori storici del Militant. Dopo un lungo dibattito e un congresso straordinario nel 1991, che confermò la validità della posizione assunta dalla maggioranza della sezione inglese e gallese del CWI/CIL, Grant e i suoi sostenitori cercarono di ottenere lo status di frazione interna all'organizzazione, che gli venne accettato per molto tempo ma revocato in seguito, quando i seguaci di Grant si rifiutarono di pagare le quote associative e allo stesso tempo pubblicavano documenti dove veniva ventilata la possibilità di una scissione, creando nel frattempo un'organizzazione parallela. La revoca dello status di frazione portò all'uscita di Ted Grant e dei suoi sostenitori, che continueranno l'entrismo in seno alla socialdemocrazia e si riorganizzeranno internazionalmente nelle file della Tendenza Marxista Internazionale.
Ted Grant attaccò duramente la direzione del CWI, in particolare Peter Taaffe, tacciandola di settarismo in quanto avevano abbandonato, secondo il suo punto di vista, il lavoro dentro i partiti "tradizionali" della classe operaia tradendo secondo Grant: "Quarant'anni di lavoro".
Grant sosteneva che i successi del Militant in Gran Bretagna (come ad esempio la vittoria sulla Poll Tax e il conseguente crollo del governo conservatore di Margaret Thatcher) e di come si fosse riusciti a far eleggere Dave Nellist, Terry Fields e Patt Wall (membri della Tendenza Militant) come parlamentari laburisti, fossero dovuti al lavoro entrista nella socialdemocrazia.
Tuttavia questi successi si scontravano dal 1985 in poi con il chiaro intento e la determinazione della dirigenza di Neil Kinnock del Partito Laburista, di distruggere l'influenza trotskista nel partito, in concomitanza con l'abbandono da parte del Labour delle politiche socialiste. Dei circa 8000 membri del Militant, solo 200 vennero espulsi dal Partito Laburista.
Secondo il CWI, non era più possibile comunque per il Militant avere agibilità politica all'interno del Partito Laburista. La cosiddetta “caccia alle streghe” venne condotta fino alla fine degli anni ottanta. Terry Field venne rimosso dall'incarico di parlamentare laburista nel 1991 e Dave Nellist venne sospeso dal partito sempre nello stesso periodo, Pat Wall nel frattempo morì.

## I nuovi partiti dei lavoratori
Sin dalla cosiddetta “svolta scozzese” e con la fine della politica entrista, il CWI/CIL ha difeso la necessità di creare nuovi partiti "ampi" dei lavoratori. In effetti, mentre considera da una parte i partiti socialdemocratici non più rappresentativi degli interessi dei lavoratori, i partiti che fanno parte del CWI/CIL non hanno la presunzione di poter svolgere questo compito. Il CWI/CIL crede che i lavoratori (anche coloro che voltano le spalle alla socialdemocrazia) dato il loro grado di coscienza attuale, non siano ancora attratti da una politica rivoluzionaria e che hanno bisogno di fare diverse esperienza di lotta e che i marxisti rivoluzionari, devono stare al loro fianco per indirizzarli verso uno sbocco rivoluzionario. È all'interno di questa prospettiva che i partiti membri del CWI/CIL, partecipano o avviano la nascita di questi nuovi partiti. In quest'ottica il CWI/CIL è attivamente impegnato all'interno del P-SOL in Brasile, del Nuovo Partito Anticapitalista (NPA) in Francia, nella Die Linke in Germania e ancora nel Partito Polacco del Lavoro (PPP) in Polonia.
Membri del CWI/CIL hanno avuto un ruolo fondamentale nella costruzione dello scozzese Scottish Socialist Party.
In seguito il CWI/CIL ha abbandonato questo partito, per costituire un nuovo partito in Scozia, Solidarity, insieme al Socialist Workers Party.

## Attività
Eppure quando si presenta in modo indipendente ottiene ottimi risultati come ad esempio l'elezione di Joe Higgins dell'Irish Socialist Party al parlamento irlandese nel 1997 e a parlamentare europeo nelle elezioni del 2009, l'elezione di diversi consiglieri in Gran Bretagna, specialmente a Londra e Coventry e in Irlanda del Nord.
Il CWI/CIL inoltre, ha membri eletti a livello regionale e locale in Svezia (Rättvisepartiet Socialisterna), Germania, Australia, Paesi Bassi (Offensief; membri del Partito Socialista Olandese sono anche membri del CWI), in Pakistan (Socialist Movement Pakistan), Sri Lanka e nell'ex Unione Sovietica (Sotsialisticheskoye Soprotivleniye). Nel 2005 alle elezioni presidenziali in Sri Lanka il partito affiliato al CWI, l'United Socialist Party (USP) è divenuto il terzo partito del paese (con lo 0,4% dei consensi) intercettando il voto di sinistra.
Membri del CWI erano presenti nelle liste del National Conscience Party (NCP) alle elezioni nigeriane del 2003, ottenendo il miglior risultato che questo partito abbia mai raggiunto (0,51% su scala nazionale).
Nel 2001 è nata l'organizzazione giovanile del CWI, l'International Socialist Resistance.
Nel mese di gennaio del 2010 il Socialist Party (CWI Inghilterra e Galles), insieme a sindacati e altre forze di ispirazione comunista (tra i quali il Partito Comunista di Gran Bretagna e Solidarity-Scotland's Socialist Movement) ha dato vita alla coalizione elettorale Trade Unionist and Socialist Coalition (TUSC) con la quale correrà alle prossime elezioni in Gran Bretagna.

## Sezioni del CIL
| Sezione               | Nome                                                                                        | Traduzione                                                      |
| --------------------- | ------------------------------------------------------------------------------------------- | --------------------------------------------------------------- |
| Argentina             | La Chispa                                                                                   | La Scintilla                                                    |
| Australia             | Socialist Party                                                                             | Partito Socialista                                              |
| Austria               | Sozialistische LinksPartei                                                                  | Partito della Sinistra Socialista                               |
| Belgio                | Linkse Socialistische Partij - Parti Socialiste de Lutte                                    | Partito della Sinistra Socialista - Partito Socialista di Lotta |
| Bolivia               | Alternativa Socialista Revolucionaria                                                       | Alternativa Socialista Rivoluzionaria                           |
| Brasile               | Liberdade, Socialismo e Revolução                                                           | Libertà, Socialismo e Rivoluzione                               |
| Canada                | Socialist Alternative                                                                       | Alternativa Socialista                                          |
| Cechia                | Socialistická Alternativa Budoucnost                                                        | Alternativa Socialista il Futuro                                |
| Cile                  | Socialismo Revolucionario                                                                   | Socialismo Rivoluzionario                                       |
| Cina                  | 中国劳工论坛 Zhongguo Laogong Luntan                                                        | Lavoratore Cina                                                 |
| Cipro                 | Νέα Διεθνιστική Αριστερά Nea Diethnistike Aristera                                          | Nuova Sinistra Internazionalista                                |
| Costa Rica            | Alternativa Socialista                                                                      | Alternativa Socialista                                          |
| Finlandia             | Sosialistinen Vaihtoehto                                                                    | Alternativa Socialista                                          |
| Francia               | Gauche révolutionnaire                                                                      | Sinistra Rivoluzionaria                                         |
| Germania              | Sozialistische Alternative                                                                  | Alternativa Socialista                                          |
| Giappone              | 国際連帯 Kokusai Rentai                                                                     | Solidarietà Internazionale                                      |
| Grecia                | Ξεκίνημα Xekinima                                                                           | Inizio                                                          |
| Hong Kong             | 社會主義行動 Sekuizyuji Haangdung                                                           | Azione Socialista                                               |
| India                 | New Socialist Alternative                                                                   | Nuova Alternativa Socialista                                    |
| Inghilterra e Galles  | Socialist Party                                                                             | Partito Socialista                                              |
| Irlanda               | Socialist Party / Páirtí Sóisialach                                                         | Partito Socialista                                              |
| Islanda               | Sósíalískt Réttlæti                                                                         | Giustizia Socialista                                            |
| Israele e Palestina   | حركة النضال الاشتراكي / מאבק סוציאליסטי Ma'avak Sotzialisti / Harakah al-Nidal al-Ashteraki | Lotta Socialista                                                |
| Italia                | Resistenze Internazionali (archiviato dall'url originale il 28 aprile 2019).                | Resistenze Internazionali                                       |
| Kazakistan            | Социалистическое Сопротивление Казахстана Socialističeskoe Soprotivlenie Kazachstana        | Resistenza Socialista del Kazakistan                            |
| Libano                | اللجنة لأممية العمال - لبنان al-Lajnah Lammyah al-Amal – Lubnan                             | CIL Libano                                                      |
| Malaysia              | CWI Malaysia                                                                                | CIL Malesia                                                     |
| Nigeria               | Democratic Socialist Movement                                                               | Movimento Socialista Democratico                                |
| Nuova Zelanda         | Socialist Alternative                                                                       | Alternativa Socialista                                          |
| Paesi Bassi           | Socialistisch Alternatief                                                                   | Alternativa Socialista                                          |
| Pakistan              | Socialist Movement Pakistan                                                                 | Movimento Socialista del Pakistan                               |
| Polonia               | Alternatywa Socjalistyczna                                                                  | Alternativa Socialista                                          |
| Portogallo            | Socialismo Revolucionário                                                                   | Socialismo Rivoluzionario                                       |
| Québec                | Alternative socialiste                                                                      | Alternativa Socialista                                          |
| Russia                | Российская секция КРИ Rossijskaâ sekciâ KRI                                                 | Sezione russa del CIL                                           |
| Scozia                | Socialist Party Scotland                                                                    | Partito Socialista Scozia                                       |
| Spagna                | Izquierda Revolucionaria                                                                    | Sinistra Rivoluzionaria                                         |
| Sri Lanka             | එක්සත් සමාජවාදි පකෂය / ஐக்கிய சோசலிச கட்சி Eksath Samajavadi Pakshaya / Aikkiy Cōcalic Kaṭci           | Partito Socialista Unito                                        |
| Stati Uniti d'America | Socialist Alternative                                                                       | Alternativa Socialista                                          |
| Sudafrica             | Democratic Socialist Movement                                                               | Movimento Socialista Democratico                                |
| Svezia                | Rättvisepartiet Socialisterna                                                               | Partito della Giustizia Socialista                              |
| Taiwan                | CWI Taiwan                                                                                  | CIL Taiwan                                                      |
| Venezuela             | Socialismo Revolucionario                                                                   | Socialismo Rivoluzionario                                       |